# Ferriol d'Usès
Ferriol d'Usès (Narbona, 520 - Usès, 4 de gener del 581) fou bisbe d'Usès entre 553 i 581, succeint el seu oncle patern sant Fermí d'Usès. És venerat com a sant per diverses confessions cristianes.

## Biografia
Ferriol va néixer a Narbona, era fill del senador Ansbert i de Blitilda i potser net de Cloderic, sobirà dels francs ripuaris. Fou enviat amb Fermí, sota la cura i custòdia de Rorici d'Uzès, oncle de Fermí i besoncle de Ferriol. Fermí va succeir Rorici al bisbat d'Usès el 538 i a la mort de Fermí, l'octubre del 553, Ferriol fou escollit bisbe pel clergat, quan tenia 32 anys, i essent consagrat pel bisbe metropolità d'Arle, assistit pels bisbes d'Avinyó i d'Aurenja.
Va destacar per la seva oratòria i en el zel posat en la conversió dels jueus, dels que es creu que en va convertir un bon nombre a la seva diòcesi; es diu que per atreure'ls a la religió catòlica convidava sovint grups de jueus i els feia seure a la seva taula. Aquesta conducta va provocar que fos acusat pels seus enemics (segurament el 556) davant el rei Khildebert I de tenir lligams sospitosos amb aquella religió; el rei va escoltar les acusacions, cridà Ferriol a París i li va ordenar romandre a aquesta ciutat sense que pogués tornar a Usès. La seva conducta digna i edificant durant l'exili va fer meditar a Khildebert i cap al 558 es va produir un fet llegendari que va convèncer el rei. Ferriol havia fet construir a Usès (vers 554) una església dedicada a Sant Pau; un dia mentre Ferriol era rebut en audiència pel rei Khildebert, a centenars de kilòmetres de distància, es va enfonsar una volta de l'església de Sant Pau i Ferriol ho va saber miraculosament al moment i va canviar l'expressió del seu rostre de manera que fou percebut pel rei. En preguntar-li què passava, el bisbe li va explicar, i quan el rei va saber que el fet revelat havia succeït realment, va canviar la seva actitud envers Ferriol, respectant-lo i quedant convençut de la falsedat de les acusacions.
Així, va poder tornar a Usès, on fou rebut amb joia. Poc temps després va convocar un sínode a la catedral de Saint-Théodoride d'Usès. L'actitud envers els jueus canvià i es tornà més rigorosa: els que van refusar la conversió, foren expulsats del país i se'ls va prohibir de tornar. Ferriol va fundar un monestir a Usès, sota l'advocació de Ferriol màrtir, el seu patró. Va compondre una regla particular per al monestir que va sotmetre a l'examen de Lucreci, bisbe de Die, famós per la seva pietat. La regla era similar a la de sant Cesari d'Arle; considera la tasca de còpia de manuscrits equivalent al treball manual al camp i esmenta els serfs que pertanyien al monestir.
Després d'un episcopat de 28 anys, va morir als 60 anys el 4 de gener del 581. Dinami, noble partidari de Guntram de Borgonya i governador de Marsella, sense esperar les ordres de la cort d'Austràsia, va fer elegir en el seu lloc a Albí, que havia estat el seu predecessor com a governador de Marsella, cosa que va molestar Khildebert II, que va ordenar deposar el nou bisbe. Aquest, amb el suport de Dinami, es va mantenir tres mesos fins que va morir i el diaca Marcel, fill del senador Fèlix, fou elegit sota la protecció de Dinami i consagrat en un sínode provincial de bisbes dependents d'Arle. Mentrestant, Joví, que també havia estat governador de Marsella i de la Provença austrasiana, va ésser nomenat bisbe amb l'aprovació de Khildebert. Joví va recórrer a les armes i va assetjar Usès per ocupar la seu; Marcel es va defensar però quan va veure que no podia resistir més va abdicar en favor de Joví a canvi d'una quantitat de diners.

## Veneració
Gregori de Tours va elogiar les seves virtuts i d'aquest sant són les notícies conegudes de Ferriol, sense recollir les nombroses llegendes que van sorgir entorn de la seva figura. Gregori diu que Ferriol era germà de sant Mondrí o Monderic, bisbe del país d'Arsat i de santa Tarsícia verge.
L'església d'Usès honora públicament la seva memòria el 9 de maig.